# Бакунин, Александр Михайлович
Алекса́ндр Миха́йлович Баку́нин (17 (28) октября 1768 — 6 (18) декабря 1854) — предводитель тверского дворянства, поэт и публицист из рода Бакуниных. Владелец имения Прямухино, где в гостях у него бывали известные деятели русской культуры В. Г. Белинский, Н. В. Станкевич, Т. Н. Грановский и многие другие. Отец революционера Михаила Бакунина.

## Биография
Родился 17 (28) октября 1768 года в селе Прямухино Новоторжского уезда Тверской губернии Российской империи в семье действительного статского советника, вице-президента камер-коллегии Михаила Васильевича Бакунина (1730—1803) и княжны Любови Петровны Мышецкой (1738—1814).
В 1781 году Александр Михайлович Бакунин по протекции своего дяди Петра Васильевича Бакунина («меньшо́го») был направлен в Италию, где он начал службу актуариусом при канцелярии русского посланника в Турине. В Италии он окончил факультет натуральной истории Туринского университета.
В 1789 году он после окончания университета защитил на факультете натуральной философии диссертацию по гельминтологии и получил учёную степень доктора философии. В июле 1789 года за свои научные заслуги Александр Михайлович Бакунин был избран членом-корреспондентом Туринской королевской академии наук.
В 1789 году он служил в Париже, где своими глазами мог наблюдать, как он позже писал сам, «кровавые неудобства перехода верховной власти в руки людей, не обладающих другими качествами, кроме свободомыслия». Эти впечатления молодости на всю жизнь сделали его консерватором и противником любых социальных потрясений. Он придерживался консервативных политических взглядов, в частности, по словам знавших его людей считал, что «посильное поддержание власти и существующих законов есть путь всякого честного и просвещённого человека, а всенародное участие в управлении страной есть мечта, навеянная нам микроскопическими республиками Древней Греции». Однако, при этом, по словам знавшего его В. Г. Белинского он был «одним из тех людей, благословенных Богом при рождении, которые родятся со всем, что составляет высшего духовного человека». Благодаря своим личным, человеческим качествам, ему удалось позже в своём имении Прямухино создать атмосферу, пронизанную любовью и поэзией, и благоприятную для философских размышлений и вольнодумства.
Во время службы в Италии он познакомился и подружился с Н. А. Львовым, в литературном кружке которого в Петербурге он позже принимал активное участие.

### Возвращение в Прямухино
В марте 1790 году он по настойчивой просьбе родителей вернулся в Россию, 14 июля 1790 года уволился со службы и 31 марта 1791 года вышел в отставку в чине надворного советника. Некоторое время после отставки Александр Михайлович жил в Петербурге, где был активным членом литературного кружка своего давнего знакомого (а к тому моменту и родственника) Николая Львова. Интересно, что известный русский поэт Г. H. Державин одно из стихотворений Александра Михайловича отметил как образец идиллии.
В 1791 году А. М. Бакунин поселился в родовом имении Прямухино Новоторжского уезда Тверской губернии. Здесь он стал лично заниматься запущенным хозяйством имения.
В январе 1797 года после вступления на престол императора Павла I Александр Михайлович Бакунин был вызван в Санкт-Петербург. Ему был присвоен чин Коллежского советника, и он был определён на службу советником в организованное Павлом I гатчинское городовое правление. Здесь он руководил работами по сооружению на речке Колпанка каскада прудов в парке «Сильвия», которые спроектировал Н. А. Львов. Однако 14 ноября 1797 года он по настоянию матери снова подал в отставку, чтобы вернуться и поселиться окончательно в Прямухино. В Прямухине он активно занялся восстановлением экономики своего хозяйства. Интересно, что в этот период, в свободное от хозяйственных забот время им был написан философский трактат, в предисловии к которому он на основании анализа отечественной истории доказывал, что времена славы и могущества России всегда были связаны с вольным положением её народа, а «рабство» её крестьян, которое многим тогда казалось естественным и традиционным, является следствием не обузданного законом корыстолюбия вельмож.
Он активно занимался реформированием своего хозяйства. В самом начале своей реформаторской деятельности в своем хозяйстве им был составлен проект договора с крестьянами, который по его замыслу должен был явиться основой, проводимых в его хозяйстве реформ. Однако, этот проект остался только проектом. Большинство задуманным им в хозяйстве новшеств так и остались на бумаге. Однако его энергичные усилия все-таки давали результаты. Так например к 1804 году долг его семьи сократился на двадцать тысяч рублей, однако дальнейшая его женитьба и рождение детей не позволило ему это сделать, и даже пришлось опять занимать в долг.
В это же время Александр Михайлович активно занимался строительством нового жилого дома в своей усадьбе. Для производства кирпича недалеко от Прямухина имелся кирпичный завод, сырьём для которого являлись залежи глины, имеющиеся в окрестностях Прямухина. До 1810 года было построено два отдельно стоящих флигеля, которые позже были объединены в единое строение. В 1808 году было начато строительство новой каменной церкви, которое было в основном построено к 1826 году. Много А. М. Бакунин занимался и парковым строительством в своей усадьбе, облагораживанием усадебного парка, доставшегося Бакуниным ещё от прежних владельцев Шишковых. Именно Александр Михайлович придал своему парку живописность и красоту, которая так восхищала позже многих его гостей, и которая была названа Белинским «премухинской гармонией». Им были устроены в парке живописные каскады прудов, чему способствовало несколько ключей, имевшихся на территории усадьбы. Старая рига была им переоборудована под турецкую баню. На левом берегу реки Осуги им было устроено несколько купален.
В 1806 году Александр Михайлович Бакунин был избран новоторжским уездным и тверским губернским предводителем дворянства. Предположительно играл немаловажную роль (своими советами Михаилу Муравьеву) при переформировании «Союза Спасения» в «Союз Благоденствия» в 1818 году.
После бракосочетания в 1810 году на некоторое время поселился в Твери, где Александр Михайлович был вхож в салон великой княгини Екатерины Павловны. В этом салоне он общался со многими известными людьми своего времени, например, со знаменитым русским историком, историографом и писателем Николаем Карамзиным. В Твери Варвара Александровна брала уроки игры на фортепьяно и уроки рисования у знаменитого живописца О. А. Кипренского.
Во время Отечественной войны в 1812 году Александр Михайлович и его супруга решили не покидать Прямухино.
Но основной заботой А. М. Бакунина с женой было воспитание детей. Он сам занимался образованием своих детей: преподавал им иностранные языки, математику и другие естественные науки, а Варвара Александровна учила их музыке. В прямухинском доме была прекрасная библиотека, собранная Александром Михайловичем, так что его дети имели возможность познакомиться с произведениями лучших представителей мировой литературы того времени. Одним из главных принципов в воспитании детей Александр Михайлович считал общение с природой, для чего устраивались прогулки по парку и живописным окрестностям. В ноябре 1834 года семья Бакуниных впервые в полном составе уехала на зиму на жительство в Тверь. 
На протяжении 1830-х и 40-х годов Прямухино по приглашению Александра Михайловича посещали многие выдающиеся представители русского общества того времени — молодые философы, литераторы и учёные. Например, известный русский писатель И. И. Лажечников, директор мужской гимназии в Твери, в которой учились сыновья Бакуниных после посещения Прямухина написал об имении Бакуниных в самых превосходных выражениях. С начала 30-х годов XIX века Александр Михайлович Бакунин был попечителем тверской гимназии.
С середины 1830-х годов Александр Михайлович Бакунин стал слепнуть и к 1845 г. окончательно ослеп. По причине недуга он не мог больше заниматься хозяйственными делами. В 1842 году в имение приехал, выйдя в отставку сын Николай, который и взял на себя все заботы по хозяйству. В конце марта 1852 года Александр Михайлович сильно заболел, а 6 декабря 1854 года он скончался. Похоронен в семейной усыпальнице под алтарём церкви в Прямухино.

## Семья

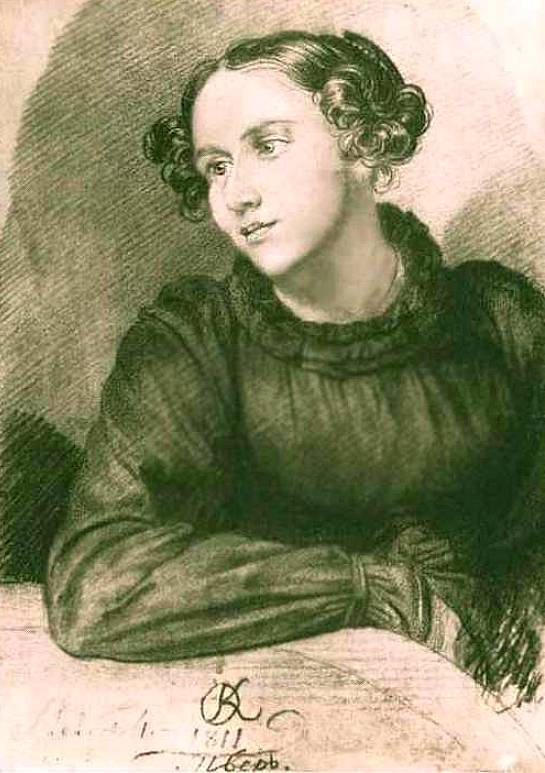
Варвара Александровна. Художник О. Кипренский (1811)

В 1810 году Александр Бакунин влюбился в восемнадцатилетнюю Варвару Александровну Муравьёву (1792—1864), единственную дочь Александра Фёдоровича Муравьева (ум. 1792) и Варвары Михайловны Мордвиновой (1762–1842). Была на 24 года младше своего мужа и до брака жила в имении своего отчима — Павла Марковича Полторацкого, родственника Бакуниных, в Баховкино, в 30 километрах от Прямухина. Согласно семейному приданию, умная, любезная, добрая, живая и грациозная Варвара Александровна была влюблена в своего двоюродного брата А. Н. Муравьева, научившего её, между прочим, фехтовать и танцевать качучу. Сперва из-за разницы в возрасте она отказала Бакунину в своей руке. Не рассчитывая более на успех сватовства, Александр Михайлович собирался покончить с собой, но его сестра Татьяна немедленно дала знать об этом Варваре Александровне. Та пришла в ужас и решилась сделаться подругой жизни чистого, непорочного девственника-философа. Он любил и знал одну её во всю свою жизнь. Помолвка состоялась 3 июня 1810 года, а 16 октября последовало венчание в прямухинской домовой церкви. В семье было пять дочерей и шесть сыновей:
- Любовь (12.09.1811—1838), была невестой Н. В. Станкевича, умерла от чахотки.
- Варвара (16.08.1812—1866), с 1835 года — супруга поручика Николая Николаевича Дьякова (1812—1852), с 1838 по 1843 года жила отдельно от мужа за границей, была влюблена в Н. В. Станкевича.
- Михаил (1814—1876), теоретик анархизма, был женат на Анастасии Ксаверьевне Квятовской.
- Татьяна (1815—1871), не замужем, знакомая Белинского, ей посвящено стихотворение И. Тургенева.
- Александра (09.08.1816—25.11.1882[21]), ей был увлечен В. Белинский, к ней сватался В. П. Боткин, с 1844 года супруга Гавриила Петровича Вульфа (1807—1861). Умерла от водянки, похоронена в семейной усыпальнице в Прямухино.
- Николай (01.06.1818—1901), штабс-капитан, в первом браке был женат на Анне Петровне Ушаковой, во втором на Софье Алексеевне Соколовой.
- Илья (20.08.1819—1900), был женат на Елизавете Альбертовне Шлиппенбах.
- Павел (08.09.1820—1900), философ, автор нескольких работ, с 1889 года жил в Крыму. С 1861 года был женат на своей троюродной сестре Наталье Семёновне Карсаковой (1827—1915).
- Александр (21.11.1821—1908), поручик, в первом браке был женат на Елизавете Васильевне Марковой-Виноградской, во втором на Елизавете Александровне Львовой (1853—1926).
- Алексей (25.03.1823—1882), новоторжский уездный предводитель дворянства, музыкант, ботаник. С 1876 года был женат на Марии Николаевне Мордвиновой (1854—1923), внучке Идалии Полетики.
- Софья (25.09.1824[22]—30.05.1826)[23], крещена 28 сентября 1824 года в прямухинской церкви Покрова, крестница Анны Михайловны Бакуниной; умерла от дизентерии, похоронена в семейной усыпальнице.

Сведения о прямухинских помещиках Бакуниных можно найти в статье И. И. Лажечникова «Заметки для биографии Белинского», опубликованной в «Московском Вестнике» за 1859 год, № 17, в «Полном собрании сочинений Белинского» под редакцией С. А. Венгерова (т. IV, стр. 547—548), в «Биографии графа М. Н. Муравьева», составленной Кропотовым, стр. 205—213, в статье А. А. Корнилова «Семейство Бакуниных» («Русская Мысль» за 1909 год, № 5, 6 и 8).